# 喬普·威廉姆斯
乔普·威廉姆斯（荷蘭語：Joop Wilhelmus，1943年1月7日—1994年9月9日），荷兰成人雜誌出版家、創業家。他聞名於創辦成人雜誌《小妞》（Chick）和兒童色情雜誌《蘿莉塔》（Lolita）。同時積極提倡性自由，打破當時荷蘭的性禁忌。他跟擁有同樣理念的妻子生了三女一子。

## 生平

### 早年
威廉姆斯的父母因受到極左派思潮影響，而以相關原則把他養育成人。他在長大後獲得教職，並透過創辦刊物來開始涉足出版事務。他亦認為女性庇護所借保護之名，行虐待之實。於是便把它們的秘密地址公開。威廉姆斯之後開了不少成人用品店，並在乌得勒支某棟建築的地下室創立交換配偶者專用的俱樂部。

### 創辦《小妞》
《小妞》（Chick）是威廉姆斯和扬·温德霍尔德（Jan Wenderhold）共同創辦的成人雜誌，於1968年面世，它標榜自身為「為工人而生的性雜誌」。他們兩人於雜誌中分別擔任總編輯和銷售經理的角色。它亦會刊登約炮廣告。《小妞》創立不到一年便達至18,000份的印刷量。威廉姆斯表示，該雜誌的發行量於1971年達到140,000份。他曾於《小妞》上寫道，跟兒童發生性關係乃性解放的一環。1970年，荷蘭當局決定拘捕它的出版負責人。這單案件在經過荷蘭最高法院審判後，終令出版色情作品於當地不再視為刑事罪行。威廉姆斯與温德霍尔德後來起了一些摩擦，最終使得《小妞》分裂成兩本雜誌——《小妞/多德雷赫特》（Chick/Dordrecht）和《小妞/阿姆斯特丹》（Chick/Amsterdam）。

### 創辦《羅莉塔》
威廉姆斯亦是兒童色情雜誌《羅莉塔》（Lolita）的創辦者兼發行人。《羅莉塔》在1970年左右於市面首度發行。它除了會刊出把兒童視作性對象的色情照片外，亦容許人們於上方刊登廣告，充當讀者聯繫交流的平台。威廉姆斯為了讓雜誌能夠出版下去，而鼓勵讀者向之投稿兒童色情照片。每當有人投稿新作品，威廉姆斯都會向之派發一本免費的《羅莉塔》，以作鼓勵。他在雜誌上亦表示，若有人能提供渠道予之親身拍攝，那麼便會向他打賞350美元。1971年1月，他因為出版《羅莉塔》而被捕。不過在經過一輪審訊後，警方決定釋放他。之後一直沒有為此而被起訴。1973年，他應天主教會轄下的女子職能培訓機構邀請，前往鹿特丹，在那為學生授課。同年，威廉姆斯亦受到乌特勒支大学的莱克斯·范·奈尔森（Lex van Naerssen）邀請，開始以訪問學者的身份訪問該間大學。此一事件隨後成為荷蘭國會二院的答問议题。1975年6月，他在荷兰基督教广播协会的電視節目《此时此刻》（Hier en Nu）中亮相，並於節目上表示，對他而言，與兒童發生性行為乃社會正常之事。1984年，該本雜誌已累計發行了55期。1986年，美國參議院國土安全常设调查小组委员会形容《羅莉塔》為「最惡名昭彰的國外兒童色情出版物」。次年，荷蘭當局強制它停刊，為這本出版了17年的雜誌劃上句號。威廉姆斯表示，該雜誌的發行量高峰時達25,000份。在這本雜誌和其他同名作品的影響之下，「羅莉塔」成為了兒童色情製品的著名關鍵詞。荷蘭性改革協會的迪克·布鲁梅尔（Dik Brummel）在接受荷蘭VPRO電視台訪問時表示，他買過幾期《羅莉塔》，以「留存歷史记忆」。

### 晚年
威廉姆斯憑着出版事業成為百萬富翁，被評價為「最成功」和「最恶名昭彰」的兒童色情製品發行人。他的評價随着社会氛围转变而趋向負面。自1984年開始，每當他嘗試出國，便會引來警方的注意和阻止。1992年，他因為涉嫌與12歲的女兒發生性行為，而被告上法庭，最終被判處4年監禁。威廉姆斯並不承認這項指控。他的長女向當局要求釋放父親，並聘請醫師來鑑定有關指控是否屬實。該位醫師隨後開了一份證明書，於當中寫道該名12歲少女並沒有與他人性交的經驗，她的处女膜亦完好無缺。2年後，獄方以「獄內表現良好」為由提前釋放威廉姆斯。次日，他因墮河而死。警方表示，威廉姆斯並非死於自殺或他殺，而是死於醉酒所引起的意外。